# Lotus 21
A Lotus 21 egy Formula–1-es versenyautó, amit a Team Lotus tervezett. Innes Ireland és Jim Clark mellett az amerikai Jim Hall, a belga Willy Mairesse, az angol Stirling Moss, a svájci Jo Siffert és két dél-afrikai, Neville Lederle és Ernie Pieterse versenyzett az autóval 1961 és 1965 között. Az autót a Team Lotuson kívül más, kisebb csapatok is használták.

## Történelme
Az angol tervezőzseni és csapattulajdonos, Colin Chapman elképzelései alapján készült. A 455 kilogrammos autót 2,5 literes, 240 lóerős Coventry-Climax FPF4-es motor hajtotta, amelynek erejét egy ötfokozatú sebességváltón keresztül vitték a Dunlop abroncsokra. Debütálására az 1961-es Monacói Nagydíjon került sor, ahol Innes Irelanden kívül a skót Jim Clark hajtotta. Az 1965-ös Dél-Afrikai Nagydíjig összesen 15 alkalommal vetették be. A gyári Lotus istállón kívül az Ecurie Nationale Suisse, az Ecurie Filipinetti, a Lawson Organisation és a Scuderia Scribante csapatok használták, továbbá háromszor Formula–1-en kivül versenyeztek vele.
1961. október 8-án Innes Ireland megszerezte Formula–1-es pályafutása egyetlen világbajnoki futamgyőzelmét az autóval. Történt mindez az Egyesült Államok Nagydíján, Watkins Glenben. A Watkins Glenben aratott diadalon kívül két dobogós helyezést értek el vele, mindkettőt 1961-ben Jim Clarkkal a Holland GP-n Zandvoortban és a Francia GP-n Reimsben.

## Eredményei
(Táblázat értelmezése)

(Félkövér: pole-pozícióból indult; dőlt: leggyorsabb kört futott) 

| Év   | Csapat                  | Motor             | Gumik | Versenyzők      | 1   | 2   | 3   | 4   | 5   | 6   | 7   | 8   | 9   | 10  |
| ---- | ----------------------- | ----------------- | ----- | --------------- | --- | --- | --- | --- | --- | --- | --- | --- | --- | --- |
| 1961 | Team Lotus              | Climax Straight-4 | D     |                 | MON | NED | BEL | FRA | GBR | GER | ITA | USA |     |     |
| 1961 | Team Lotus              | Climax Straight-4 | D     | Innes Ireland   |     |     | KI  | 4   | 10  | NR  |     | 1   |     |     |
| 1961 | Team Lotus              | Climax Straight-4 | D     | Jim Clark       | 10  | 3   | 12  | 3   | KI  | 4   | KI  | 7   |     |     |
| 1961 | Team Lotus              | Climax Straight-4 | D     | Willy Mairesse  |     |     |     | KI  |     |     |     |     |     |     |
| 1961 | Rob Walker Racing Team  | Climax Straight-4 | D     | Stirling Moss   |     |     |     |     |     |     | KI  |     |     |     |
| 1962 |                         | Climax Straight-4 | D     |                 | NED | MON | BEL | FRA | GBR | GER | ITA | USA | RSA |     |
| 1962 | Ecurie Nationale Suisse | Climax Straight-4 | D     | Jo Siffert      |     | NK  | 10  | 12  |     |     |     |     |     |     |
| 1962 | Jim Hall                | Climax Straight-4 | D     | Jim Hall        |     |     |     |     |     |     |     | NK  |     |     |
| 1962 | Ernest Pieterse         | Climax Straight-4 | D     | Ernest Pieterse |     |     |     |     |     |     |     |     | 10  |     |
| 1962 | Neville Lederle         | Climax V8         | D     | Neville Lederle |     |     |     |     |     |     |     |     | 6   |     |
| 1963 | Lawson Organisation     | Climax Straight-4 | D     |                 | MON | BEL | NED | FRA | GBR | GER | ITA | USA | MEX | RSA |
| 1963 | Lawson Organisation     | Climax Straight-4 | D     | Ernest Pieterse |     |     |     |     |     |     |     |     |     | KI  |
| 1965 | Lawson Organisation     | Climax Straight-4 | D     |                 | RSA | MON | BEL | FRA | GBR | NED | GER | ITA | USA | MEX |
| 1965 | Lawson Organisation     | Climax Straight-4 | D     | Ernest Pieterse | NK  |     |     |     |     |     |     |     |     |     |
| 1965 | Scuderia Scribante      | Climax Straight-4 | D     | Neville Lederle | NK  |     |     |     |     |     |     |     |     |     |